# Чтение законопроекта
Чтение законопроекта — организационно-правовая форма рассмотрения законопроекта парламентом и определённая стадия его обсуждения. Как правило, по каждому внесённому законопроекту проводится три чтения. В первом чтении решается вопрос о передаче законопроекта в профильный комитет. Во втором чтении идёт детальное обсуждение проекта, вносятся поправки и дополнения. В третьем чтении идёт голосование за проект в целом, возможны лишь редакционные поправки.

## Первое чтение
Первое чтение представляет собой первую стадию рассмотрения законопроекта на пленарном заседании нижней палаты. На этом этапе обсуждается общая концепция законопроекта, его основные положения, даётся оценка его соответствию конституции. По итогам первого чтения проект может быть передан в профильный комитет, который готовит его ко второму чтению. Также устанавливаются сроки подачи поправок и дополнений к исходному тексту.
В России первое чтение начинается с доклада инициатора законопроекта и содоклада ответственного комитета Государственной Думы. Затем заслушиваются замечания и предложения фракций, депутатов, полномочного представителя президента, представителей правительства и других приглашённых лиц. При рассмотрении законопроектов, требующих расходов из федерального бюджета, заслушивается также заключение Правительства. По результатам первого чтения Госдума может принять законопроект, продолжив работу над ним, отклонить законопроект или принять закон. В последнем случае последующие стадии рассмотрения не требуются. В первом чтении Дума может также принять решение о вынесении законопроекта на всенародное обсуждение.

## Второе чтение
Второе чтение представляет собой работу с предложенными поправками. В России они обобщаются ответственным комитетом в две таблицы, в одну из которых сводятся поправки, рекомендованные к принятию, в другую — к отклонению. Может быть предложена и третья таблица, включающая поправки, по которым профильный комитет не принял решения. При отсутствии возражений, нижняя палата голосует по каждой из таблиц в целом. В противном случае по каждой из поправок, вызвавших возражения, проводится отдельное голосование. По итогам второго чтения законопроект может быть либо принят, либо отклонён.

## Третье чтение
Третье чтение представляет собой процедуру окончательного принятия законопроекта в качестве закона. Поправки на этом этапе уже не рассматриваются. В зависимости от страны, могут допускаться редакционные правки. В России по требованию большинства депутатов законопроект может быть возвращён к стадии чтения.

## Принятие закона — подписание закона главой государства и официальное опубликование
В соответствии со ст.107 Конституции РФ Президент России в течение 14 дней подписывает и обнародует закон. Президент РФ вправе отклонить или возвратить закон. Президент отклоняет ФЗ, если не согласен с его содержанием (право вето), а возвращает в случае, если нарушен порядок или процедура его рассмотрения и принятия. Возможность последнего подтвердил КС РФ, отметив, что ФЗ возвращается в соответствующую палату, где была нарушена процедура принятия ФЗ.
В случае возвращения закона главой государства он рассматривается парламентом с того момента, где была нарушена процедура его принятия.
Особенной является процедура принятия ФКЗ, как и законов о поправках в Конституцию РФ, которые принимаются квалифицированным большинством голосов каждой из палат парламента (2/3 Думы и 3/4 СФ) и подлежат обязательному подписанию Президентом РФ в течение 14 дней. Таким образом, в отношении них Президент РФ не имеет права отлагательного вето.
Опротестованный закон вместе с посланием направляется главой государства парламенту, который может:
— принять возражения Президента, внести соответствующие изменения в закон и вновь направить его главе государства;
— отклонить возражения главы государства, одобрив закон в прежней редакции квалифицированным большинством голосов.
Порядок опубликования и вступления в силу ФЗ определён ФЗ от 14.06.94 г. «О порядке опубликования и вступления в силу ФКЗ, ФЗ, актов палат ФС РФ».
Согласно этому акту в России применяются только те ФЗ, которые официально опубликованы в «Российской газете», «Парламентской газете» и Собрании законодательства РФ. Публикация закона осуществляется в течение 7 дней с момента подписания Президентом РФ, закон вступает в силу по общему правилу по истечении 10 дней со дня опубликования, если иное не предусмотрено в законе.
Таким образом, подписание закона главой государства состоит не только в том, что глава государства подтверждает свое согласие с законом, но и в том, что закон принят в порядке должной правовой процедуры.